# Henry Methvin
Henry Methvin est né le 8 avril 1912 en Louisiane aux États-Unis et est mort le 19 avril 1948 à Sulphur, également en Louisiane. Il est connu pour avoir été le dernier membre du gang Barrow, dirigé par Bonnie et Clyde.

## Biographie
Henry Methvin est né le 8 avril 1912 d'Ivan T. Methvin et d'Avie Stephens, en Louisiane, mais sa ville de naissance est inconnue.
Le 16 janvier 1934, alors qu'il purge une peine de 10 ans d'emprisonnement à la ferme-prison d'Eastham à Huntsville, au Texas, le célèbre couple de gangsters Bonnie et Clyde tente de faire évader son complice Raymond Hamilton, lui aussi détenu dans cette prison. Au cours de cette tentative d'évasion, un gardien est tué et un autre blessé. Profitant de la confusion, quatre autres prisonniers (dont Henry Methvin) parviennent à s'évader avec Raymond Hamilton. Clyde propose à ces quatre détenus de rejoindre le gang Barrow, qu'il dirige avec Bonnie. Methvin est le seul des quatre à accepter cette offre, les trois autres préférant tenter leur chance seuls.
Le 19 février 1934, un mois après  l'évasion, Methvin participe avec Bonnie et Clyde ainsi que Raymond Hamilton à un vol d'armes et de munitions dans un arsenal de la Garde nationale à Ranger, au Texas. Huit jours plus tard, ils utilisent ces armes pour dévaliser une banque de Lancaster. Methvin était présent lorsque, le 1er avril 1934, deux jeunes policiers sont abattus par le gang Barrow mais le doute perdure sur le fait de savoir qui d'Henry Methvin ou de Raymond Hamilton a tiré les coups de feu ayant entraîné leur mort. Le 6 avril suivant, alors que leur voiture est enlisée dans la boue en Oklahoma, deux patrouilleurs les aperçoivent et le gang Barrow leur tire dessus. L'un des policiers meurt tandis que l'autre, blessé, est pris en otage par le gang avant d'être libéré. Après avoir dévalisé encore deux banques les 30 avril et 1er mai, respectivement dans le Kansas et en Iowa, le gang Barrow part voyager vers le Sud pour rendre visite à la fois aux familles de Bonnie et Clyde au Texas le 6 mai mais aussi à  Ivan Methvin, le père d'Henry, en Louisiane.
Le 19 mai, Clyde envoie Methvin acheter des sandwichs pour le  gang dans un restaurant. Mais, alors qu'il est encore au comptoir, une voiture de police passe devant le restaurant et Clyde s'enfuit seul, sans Henry Methvin, ce qui contraint ce dernier à rentrer chez lui en auto-stop.
Une fois rentré chez lui, Henry Methvin dit à son père que le gang avait prévu un lieu de rendez-vous au cas où l'un de ses membres serait séparé et qu'il est censé retrouver le gang Barrow sur un tronçon d'autoroute désert au sud d'Arcadia.
Mais, harcelé par les autorités, qui cherchent depuis plusieurs années à mettre la main sur Bonni et Clyde, Ivan Methvin leur révèle finalement l'existence de ce rendez-vous. En échange de sa collaboration, les Texas Rangers, dirigés par Frank Hameront, promettent à Ivan Methvin que son fils ne sera pas condamné à mort pour les meurtres des deux soldats tués en Oklahoma. Il est ignoré si Henry Methvin était ou non au courant de cet arrangement.
Grâce à cette information, les Texas Rangers décident de tendre une embuscade au couple, à la paroisse de Bienville, en Louisiane, sur la route 154 qui mène à Arcadia, le 23 mai 1934.
Ainsi, à la date prévue, Ivan Methvin gare son camion devant chez lui et fait croire qu'il change un pneu crevé, pendant que les rangers se cachent dans les buissons. Vers 9 heures 15, la voiture de Bonnie et Clyde apparaît roulant à toute allure. Dès qu'ils reconnaissent Clyde au volant de cette voiture, les six rangers ouvrent le feu et tuent Bonnie et Clyde en criblant le véhicule d'environ 130 balles.
Il existe néanmoins une autre version de cet évènement, apparue dans les années 1990, selon laquelle Ivan Methvin aurait été arrêté par Hamer et ses hommes peu avant l'embuscade, puis attaché à un arbre, son camion étant laissé sur la route pour faire tomber Bonnie et Clyde dans l'embuscade.
Alors qu'Henry Methvin est incarcéré à la prison du comté de l'Oklahoma[Quand ?], lui et un autre prisonnier tentent de s'évader en maîtrisant le geôlier et en tentant de le poignarder. Néanmoins, le geôlier aidé par un autre détenu parviennent à immobiliser les évadés et les conduire au trou, où ils resteront jusqu'à leur procès.
Le 20 décembre 1935, il est condamné à mort mais sa peine est finalement commuée en emprisonnement à perpétuité le 18 septembre 1936.
Le 20 mars 1942, il est libéré sur parole mais en novembre 1945, il est de nouveau incarcéré pour s'être battu et avoir porté un fusil de chasse. Onze mois plus tard, il est une nouvelle fois arrêté pour tentative de vol et conduite en état d'ivresse près de Shreveport, en Louisiane.
Le 19 avril 1948, à Sulphur, en Louisiane, Henry Methvin, ivre, tente de traverser une voie ferrée mais est renversé par un train, ce qui entraîne sa mort. Son père étant décédé dans des circonstances similaires six mois plus tôt, certains ont pensé que sa mort avait été provoquée par des criminels désireux de venger la mort de Bonnie et Clyde, néanmoins, aucune preuve de cette théorie n'a jamais été produite.